# Arbesbach (hrad)
Arbesbach (zvaný také Stolička Waldviertelu) je zřícenina hradu postaveného východně od Purrathu v městysi Arbesbach v okrese Zwettl v rakouské spolkové zemi Dolní Rakousy. Zřícenina hradu se nachází na žulové skále v nadmořské výšce asi 900 metrů na západním okraji Waldviertelu.

## Historie
Hrad postavil na konci 12. století Hadmar II. z Kuenringu (1140–1217) jako hraniční opevnění proti Slovanům obývajících severní panství Kuenringů. Roku 1884 upravil rakouský turistický klub zbytky dřívější pětiboké věže a na plošině vybudoval tzv. Alexandrovu vyhlídku.